# Jaune Quick-to-see Smith
Jaune Quick-to-see Smith   (St. Ignatius Mission, 15 de gener de 1940 - Corrales, 24 de gener de 2025) va ser una artista contemporània ameríndia de la nació Tribus Confederades Salish i Kootenai i d'ascendència cree i xoixon, força reivindicativa dels drets del seu poble.
El seu treball és present a les col·leccions del National Museum of Women in the Arts, el Smithsonian American Art Museum, el Whitney Museum of American Art, i el Museu d'Art Modern de Nova York.

## Biografia
Va néixer el 1940 en la reserva índia Flathead, Montana, Jaune Quick–to–See Smith i és una pintora, gravadora i artista reconeguda internacionalment.
Va obtenir un grau en Educació Artística del Framingham State College, Massachusetts, i un màster en Art de la Universitat de Nou Mèxic. Smith ha estat premiada amb quatre doctorats honoraris del Minneapolis College of Art and Design, Pennsylvania Academy d'Arts, Massachusetts College of Art i la Universitat de Nou Mèxic.
Smith va estar creant complicades pintures abstractes i litografies des de la dècada de 1970. Fa servir una àmplia varietat de mitjans de comunicació, treball en pintura, gravat i peces de tècnica mixta de riques textures. Tals imatges i elements de collage com lemes comercials, senyals com petròglifs, dibuixos aspre, i la inclusió de text i capes estan inusualment entrecreuades en una visió complexa creada a partir de l'experiència personal de l'artista. Les seves obres contenen un comentari sociopolític fort i insistent en què parla de l'apropiació cultural i l'abús passat i present, mentre identifica la importància continuada dels pobles natius americans.
Professora convidada en més de 185 universitats, museus i conferències arreu del món, Smith també va mostrat el seu treball en més de 90 exposicions. El seu treball ha estat revisat per The New York Times, ArtNews, Art In America, Art Forum, The New Art Examiner i altres publicacions destacades.
Va comissariar nombroses exposicions ameríndies i serveix com a activista i portaveu d'art indígena contemporani. També es troba en nombroses col·leccions internacionals públiques i privades, entre elles el Whitney Museum of American Art, The Museum of Mankind, Viena (Àustria); el Museu d'Art Modern de Quito (Equador); el Smithsonian American Art Museum, el National Museum of Women in the Arts, i el Museu d'Art Modern de Nova York. L'obra de Smith es troba en les col·leccions de molts importants museus: Museum of Modern Art, NY, NY; Whitney Museum of American Art, NY, NY; Metropolitan Museum of Art, NY, NY; Brooklyn Museum, NY; Smithsonian Museum of American Art, Washington, DC; the Walker Art Center, Minneapolis, MN; New Mexico Museum of Art, Santa Fe; Victoria and Albert Museum, Londres; Museu de les Cultures del Món, Frankfurt, Alemanya i Museu d'Etnologia de Berlín.
Entre altres honors va rebre el Joan Mitchell Foundation Painters Grant, un premi a la trajectòria artística a la Women's Caucus for the Arts, el premi artístic de la College Art Association's Committee on Women in the Arts, el premi excepcional de la dona concedir pel governador de Nou Mèxic de 2005 i el premi Allan Houser. També fou inclosa en el New Mexico Women's Hall of Fame. En 2011 va rebre un Premi a la Dona Visionària Arxivat 2013-04-05 a Wayback Machine. del Moore College of Art & Design.
Va exhibir en una exposició individual, Water and War, a l'Accola Griefen Gallery de la ciutat de New York del 18 de febrer al 6 d'abril de 2013. El fill de Smith, Neal Ambrose Smith, és gravador i escultor contemporani.

## Obres
- Celebrate 40,000 Years of American Art, 1995, collagraph, 71.38 x 47.40in., Whitney Museum, New York.[11]
- Flathead Vest: Father and Child, 1996, collage/acrylic on canvas, 60.039 x 49.83 in. Missoula Art Museum, MT.
- Sticky Mouth, 1998, lithograph, 21.457 x 18.898 in. Missoula Art Museum, MT.
- Salish Spring, Montana Memories series, 1988–89, oil and wax on canvas, 60.25 x 50 in. Missoula Art Museum, MT.
- The Spaniard, Montana Memories series, 1988–89, oil and wax on canvas, 60 x 42 in.
- Gifts of Red Cloth, Montana Memories series, 1989, oil and wax on canvas, 72 x 72 in.
- The Red Mean: Self-Portrait,92, acrylic, newspaper collage, shellac, and mixed media on canvas, 90 x 60 in. Smith College of Art, MA.
- Coyote Made Me Do It!, 1993, monotype on paper, 41 1/2 x 29 1/2 in. Smith College, MA.
- Indian Handprint, 1993, monotype on paper, 20.984 x 17.953 in. Missoula, MT.
- Rain II, 1993, monotype on paper, 41 1/2 x 29 1/2 in.
- Escarpment, 1987, oil on canvas, 66 x 48 in.
- War Zone, 1987, oil on canvas, 72 x 60 in.
- The Great Divide, 1987, oil on canvas, 72 x 60 in. Saint Paul Travelers, MN.
- Georgia on My Mind, 1986, oil on canvas, 64 x 48 in. Yellowstone Art Museum, MT.
- The Court House Steps, 1987, oil on canvas, 72 x 60 in. Albuquerque Museum of Art and History, NM.
- Herding, 1985, oil on canvas, 66 x 84 in. Albuquerque Museum of Art and History, NM.
- Sunset on the Escarpment, 1987, oil on canvas, 72 x 60 in. Dorothee Peiper-Riegraf, Berlin, Germany.
- Untitled, Wallowa Waterhole series, 1978, pastel on paper, 30 x 22 in.
- Sunlit, 1989, oil on canvas, 72 x 72 in.
- Starry Night, 1989, oil on canvas, 72 x 72 in. Destroyed by artist.
- Rain, 1991, oil and wax on canvas with silver spoons, 80 x 30 in. Heard Museum, AZ.
- Rain Dance, ink drawing, 12 x 12 in.
- Prince William Sound, 1991, collage, mixed media on paper, 22 x 30 in.
- Ode to Chief Seattle (State II), 1991, lithograph, 22 x 30 in.
- Peyote, 1991, pastel and pencil on paper, 30 x 42 in. Georgia O'Keeffe Museum, NM.
- Paper Dolls for a Post Columbian World with Ensembles Contributed by US Government, 1991-1992, watercolor, pen, and pencil on photocopy paper, each measuring 17 x 11 in. New Mexico Museum of Art, NM.
- Trade (Gifts for Trading Land with White People), 1992, oil, mixed media, collage on canvas, objects, 152.4 x 431.8 cm. Chrysler Museum, VA.
- I See Red (snowman), 1992, oil and mixed media collage on canvas, 66 x 50 in.[12][13]
- NDN (for life)," 2000, Mixed Media on canvas, 72 x 48 inches. The Rockwell Museum.[14]